# Standoff2
『Standoff 2』（スタンドオフ2）は、Axleboltがに2017年にリリースしたスマートフォン用のファーストパーソン・シューティングゲーム。本作はシリーズ作となっており、前作としてサードパーソン・シューティングゲームの『Standoff』が存在する。
DEFUSE (ディフューズ)
DEFUSE専用のマップでプレイする。
一度キルされるとそのラウンドが終わるまでスポーンすることができない。
全ての敵を倒す、もしくは、C4を設置して時間内に解除、時間切れで爆発させる必要がある。
COMPETITIVE (コンペティティブ)
DEFUSEモードのランクマッチ形式。
9ラウンド目と10ラウンド目の間に攻守の切り替え、アーマーやキッドを各自買う選択をできるのがDEFUSEモードの違いである。
先に10ラウンド先取したチームの勝利となる。
ALLIES (仲間)
シーズン3からの新モード。
ランクマッチ形式の2対2モード。通常マップの半分を使用し8ラウンド先取したチームの勝利となる。
TEAM DEATHMATCH (チームデスマッチ)
2チームに分かれ、キル数を競い合う。武器はキルされる度に変える事が出来る。リスポーン後は無敵状態が12秒続く。

また、同モードは専用マップである。
TRAINING (訓練)
1人用マップ。
マップには標的があり、銃の反動など確認するマップである。
ESCALATION (エスカレーション)
DEFUSEモードの簡易版。
ラウンド開始前に武器を選択し、爆弾が設置されている状態からスタートする。カウンターテロリスト側は必ず爆弾を解除しなければラウンドに勝利する事が出来ない。
ARMS RACE (アームレース)
TEAM DEATH MATCHと同じマップを使用し行われるモード。一定数キルすると武器が変わり最後にナイフでキルした者のかちとなる。また、ナイフで倒されたプレイヤーは武器のレベルが1段階下がる。
DUEL (デュエル)
シーズン8からランク仕様になった。
デュエル用専用マップで1対1で戦う。
ラウンドごとに武器が変更される。
ARCADE (アーケード)
旧FREE-FOR-ALLモード。現在でもカスタムロビーからプレイすることが出来る。
通常マップを用いたチームデスマッチ。TEAM DEATH MATCHとは異なる採点方法で連帯ポイントではなく個人ポイントである。
Event mode
公式Discordで投票があり選ばれたモードが実装される。
定期的に変更される。

## マップ
| DEFUSE型マップ - Rust - Zone 7 - Dune - Breeze - Province - Sakura - Sandstone TDM型マップ - Arena - Calypso - Lab - Lakeside - Sand Yards - Training Outside - Village トレーニング専用マップ - Polygon デュエル専用マップ - Temple - Yard - Bright - Lab - Pool | 拳銃 - G22 - USP - P350 - BERETTAS - TEC-9 - F/S - Desert Eagle ショットガンとマシンガン - Fabm - SM1014 - SPAS - M60 サブマシンガン - MAC10 - UMP45 - MP5 - MP7 - P90 | ライフル - FN FAL - FAMAS - VAL - AKR - M4 - M4A1 - AKR12 - M16 スナイパーライフル - M40 - AWM - M110 投擲物 - FLASH GRENADE - HE GRENADE（グレネード） - SMOKE GRENADE - MOLOTOV GRENADE - THERMITE GRENADE | 装備 - ベスト&ヘルメット - サッパーズ・キット |